# Episodi di The Bridge (seconda stagione)
La seconda ed ultima stagione della serie televisiva The Bridge composta di 13 episodi è stata trasmessa in prima visione dalla rete televisiva statunitense via cavo FX dal 9 luglio al 2 ottobre 2014.
In Italia, la stagione è stata trasmessa in prima visione sul canale satellitare Fox Crime, canale a pagamento della piattaforma Sky, dal 10 luglio al 16 ottobre 2014, inizialmente proposta il giorno seguente la messa in onda originale, ed in seguito con uno sfasamento di due settimane dalla trasmissione statunitense.
| nº | Titolo originale | Titolo italiano         | Prima TV USA      | Prima TV Italia   |
| -- | ---------------- | ----------------------- | ----------------- | ----------------- |
| 1  | Yankee           | Non andare via          | 9 luglio 2014     | 10 luglio 2014    |
| 2  | Ghost of a Flea  | Un caso misterioso      | 16 luglio 2014    | 17 luglio 2014    |
| 3  | Sorrowsworn      | La casa delle farfalle  | 23 luglio 2014    | 24 luglio 2014    |
| 4  | The Acorn        | La ghianda              | 30 luglio 2014    | 31 luglio 2014    |
| 5  | Eye of the Deep  | Testimonianza           | 6 agosto 2014     | 7 agosto 2014     |
| 6  | Harvest of Souls | L'agguato               | 13 agosto 2014    | 28 agosto 2014    |
| 7  | Lamia            | La medaglia al valore   | 20 agosto 2014    | 4 settembre 2014  |
| 8  | Goliath          | Stai dalla parte giusta | 27 agosto 2014    | 11 settembre 2014 |
| 9  | Rakshasa         | La strage               | 3 settembre 2014  | 18 settembre 2014 |
| 10 | Eidolon          | Il successore di Galvan | 10 settembre 2014 | 25 settembre 2014 |
| 11 | Beholder         | Il registro             | 17 settembre 2014 | 2 ottobre 2014    |
| 12 | Quetzalcoatl     | Accordi                 | 24 settembre 2014 | 9 ottobre 2014    |
| 13 | Jubilex          | Il demone               | 2 ottobre 2014    | 16 ottobre 2014   |

## Non andare via
- Titolo originale: Yankee
- Diretto da: Keith Gordon
- Scritto da: Elwood Reid

### Trama
Marco è a Juárez, a lavorare per il dipartimento di polizia, ancora scosso dalla morte del figlio e con un divorzio ormai prossimo. Durante un raid della polizia al quale prende parte, gli viene puntata un'arma addosso da parte di un altro poliziotto, che poco dopo si dilegua e scompare nel nulla. Frye e Adriana, invece, sono alla ricerca della sorella di quest'ultima. Ad El Paso, Sonya riceve una telefonata dal penitenziario nel quale è rinchiuso Jim Dobbs, venendo a scoprire che l'assassino della sorella sta per morire. Là conosce il fratello di Jim, Jack, con il quale lega fin dall'inizio portandolo a casa per fare del sesso. I tentativi da parte di Hank di proteggere Eva falliscono quando la ragazza riconosce Domingo, un poliziotto di Juárez, fuori dalla fattoria. Hank la manda così a stare a casa di Bob. Nel frattempo il cartello manda la loro "fixer", Eleanor Nacht (Franka Potente), ad El Paso, la quale si lascia dietro una scia di morti che attirano l'attenzione di Hank e la sua squadra.

## Un caso misterioso
- Titolo originale: Ghost of a Flea
- Diretto da: Daniel Sackheim
- Scritto da: Elwood Reid

### Trama
Hank e Sonya trovano il cadavere del complice di Eleanor dentro una macchina, ancora accesa, mentre compie continui giri su sé stessa. Viene ritrovato anche il cadavere di un agente della DEA sotto copertura all'interno dell'armadietto di un negozio di un imbalsamatore. Joe Mackenzie e la DEA nel frattempo si inseriscono nelle indagini, nella speranza che le morti li riconducano a Fausto Galvan. A Juarez, Marco nutre sempre più sospetti sul dipartimento di polizia nel quale lavora, arrivando a prendersi a pugni con un altro poliziotto all'interno del dipartimento stesso. Il capitano Robles porta Marco a casa del complice di Eleanor, qui incontra Fausto Galvan, il quale cerca di convincere Marco ad andare alla ricerca di Eleanor, in cambio lo avrebbe aiutato a vendicarsi della morte di suo figlio. Marco fa visita a Sonya per informarla sullo svolgimento delle indagini, mentre Eleanor prima seduce e poi uccide un ragazzo di El Paso di nome Kyle.

## La casa delle farfalle
- Titolo originale: Sorrowsworn
- Diretto da: Stefan Schwartz
- Scritto da: Dario Scardapane

## La ghianda
- Titolo originale: The Acorn
- Diretto da: Colin Bucksey
- Scritto da: Patrick Somerville

## Testimonianza
- Titolo originale: Eye of the Deep
- Diretto da: Alex Zakrzewski
- Scritto da: Mauricio Katz

## L'agguato
- Titolo originale: Harvest of Souls
- Diretto da: Guy Ferland
- Scritto da: Evan Wright

## La medaglia al valore
- Titolo originale: Lamia
- Diretto da: Adam Arkin
- Scritto da: Dre Alvarez e Anna Fishko

## Stai dalla parte giusta
- Titolo originale: Goliath
- Diretto da: Jakob Verbruggen
- Scritto da: Elwood Reid e Dario Scardapane

## La strage
- Titolo originale: Rakshasa
- Diretto da: Guillermo Navarro
- Scritto da: Marisha Mukerjee

## Il successore di Galvan
- Titolo originale: Eidolon
- Diretto da: Colin Bucksey
- Scritto da: Patrick Somerville